# Thomas Orlovius
Thomas Orlovius (geboren am 14. August 1989) ist ein deutscher Telemarker.
Sein Debüt im Telemark-Weltcup gab Orlovius am 27. November 2015 in Hintertux. Dabei erzielte er als 24. des Sprints auf Anhieb seine ersten Weltcuppunkte. Im Verlauf seiner ersten Weltcup-Saison konnte er regelmäßig weiter Punktplatzierungen erzielen und lag am Ende auf Platz 20 der Gesamtwertung. Im darauffolgenden Jahr konnte er sich in der erweiterten Weltspitze seiner Sportart halten und wurde 19. im Gesamtweltcup. Orlovius nahm an der Telemark-Weltmeisterschaft 2017 im französischen La Plagne teil. Dort wurde er 14. im Classic und 19. im Sprint. Die Saison 2017/18 beendete er erneut auf Platz 19 des Gesamtweltcups.
| Saison  | Gesamt | Gesamt | Classic | Classic | Classic Sprint | Classic Sprint | Parallelsprint | Parallelsprint | Riesenslalom | Riesenslalom |
| Saison  | Platz  | Punkte | Platz   | Punkte  | Platz          | Punkte         | Platz          | Punkte         | Platz        | Punkte       |
| ------- | ------ | ------ | ------- | ------- | -------------- | -------------- | -------------- | -------------- | ------------ | ------------ |
| 2015/16 | 20.    | 160    | 11.     | 053     | 20.            | 082            | 29.            | 025            | –            | –            |
| 2016/17 | 19.    | 176    | 18.     | 038     | 16.            | 093            | 25.            | 045            | –            | –            |
| 2017/18 | 19.    | 173    | 26.     | 024     | 17.            | 099            | 19.            | 050            | –            | –            |